# ريفون
بلدة لبنانية تقع في قضاء كسروان في محافظة جبل لبنان. وأغلب السكان من المارونيين. وهي مسقط رأس البطريرك نصر الله بطرس صفير